# Atousa Pourkashiyan
Atousa Pourkashiyan (en persa: آتوسا پورکاشیان‎; nacida el 16 de mayo de 1988) es una ajedrecista iraní. Tiene el título de Gran Maestra Femenina que la FIDE le otorgó en 2009. Pourkashiyan es seis veces campeona femenina de Irán (2007, 2008, 2009, 2011, 2013, 2014).
Nació en Teherán. Pourkashiyan ganó el Campeonato Mundial Juvenil de Ajedrez de 2000 en la categoría Femenina U12.
En abril de 2010, Pourkashiyan ganó el Campeonato Asiático de Ajedrez Femenino en Subic Bay. Compitió en el Campeonato Mundial de Ajedrez Femenino en 2006, 2008, 2012, 2017.

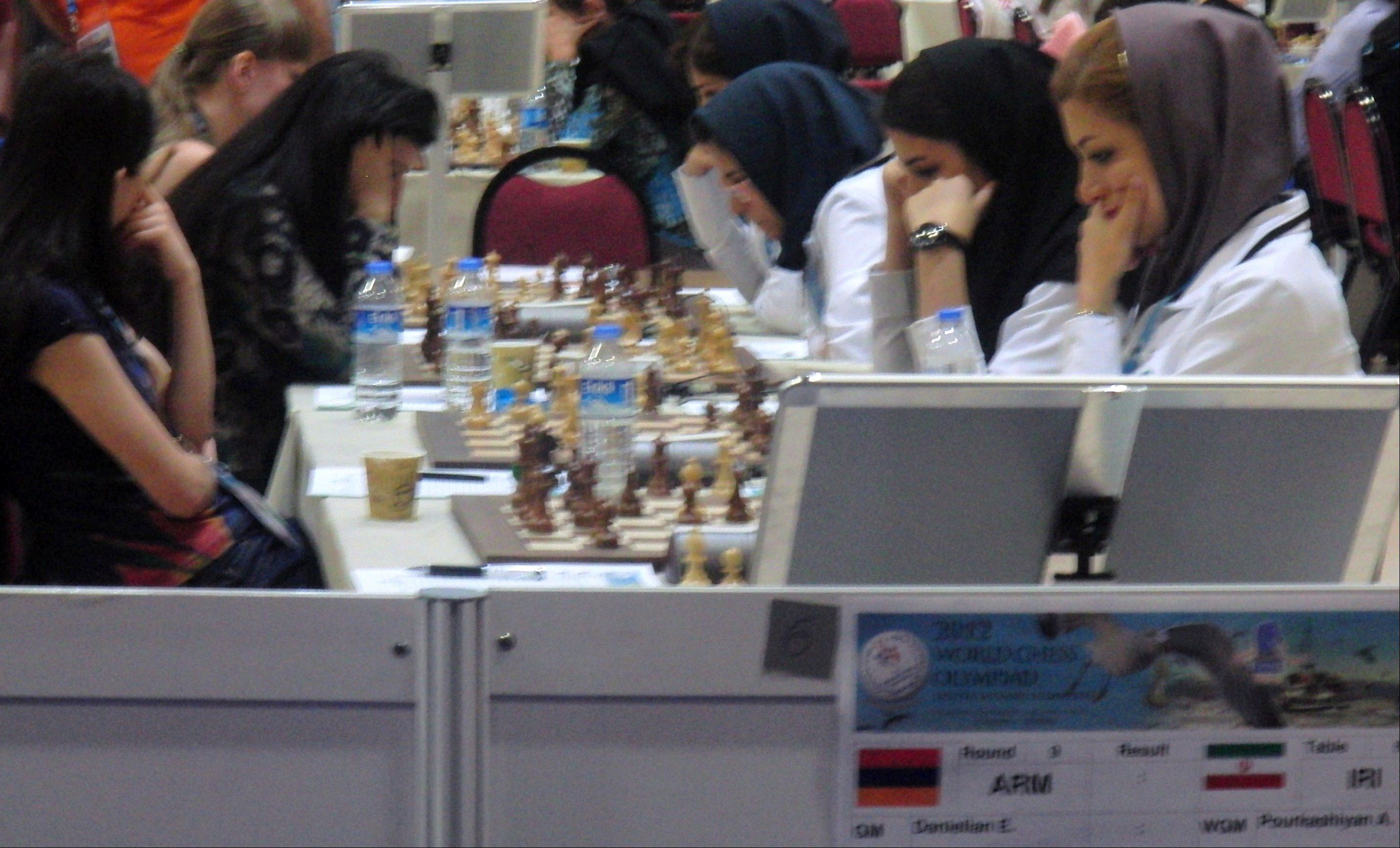
Armenia - Irán, Olimpiada de Ajedrez 2012

En competiciones por equipos, ha jugado representando a Irán en ocho Olimpíadas de Ajedrez Femenino (2000-2014), el Campeonato Asiático de Ajedrez Femenino por Equipos y la Olimpiada Mundial Juvenil Sub-16 de Ajedrez.
En julio de 2023, contrajo matrimonio con el también ajedrecista Hikaru Nakamura.